# Halectinosoma curticorne
Halectinosoma curticorne är en kräftdjursart som först beskrevs av Boeck 1872.  Halectinosoma curticorne ingår i släktet Halectinosoma och familjen Ectinosomatidae. Arten är reproducerande i Sverige. Inga underarter finns listade i Catalogue of Life.